# 药剂师梅尔基奥
药剂师梅尔基奥 是一部於2022年上映的爱沙尼亚历史悬疑電影。該電影改編自因德里克·哈尔格拉的小说。該电影由埃尔莫·努加宁执导。影片講述的是中世紀药剂师梅爾基奧爾·瓦肯斯泰德（Melchior Wakenstede）在塔林破案的故事。該電影拍攝時曾在聖卡特琳修道院、市政厅广场、庫雷薩雷城堡、丹麦国王花园等地取景。